# Dolo (departamento)
Dolo é um departamento ou comuna da província de Bougouriba no Burkina Faso. A sua capital é a cidade de Dolo.
Em 1 de julho de 2018 tinha uma população estimada em 10613 habitantes.